# Luigi Roni
Luigi Roni (Vergemoli, 22 febbraio 1942 – Lucca, 26 marzo 2020) è stato un basso italiano.

## Biografia
Luigi Roni è stato un basso di fama internazionale.
Dopo il diploma al conservatorio Boccherini di Lucca è stato allievo di Adriana Pizzorusso e poi di Mercedes Ilopart.
Debuttò come cantante nel 1965 all'età di 22 anni nell'ambito dello Spoleto Festival con l'opera Faust, nel ruolo di Mefistofele replicato a Firenze e Lucca nello stesso anno. Nel 1965 è il Grande Inquisitore in Don Carlo al Teatro dell'Opera di Roma nella produzione di Luchino Visconti.
Negli anni successivi ha cantato Ernani a Pisa, Piacenza e Fidenza; sempre in quegli anni debutterà come Zaccaria nel Nabucco, ruolo che riprenderà anche a Napoli e Bari.
Nel 1967 ha aperto la stagione del Maggio Musicale Fiorentino con la Norma di Bellini sotto la direzione del maestro Gavazzeni.
Nella stagione 1968-1969 ha fatto il suo debutto al Teatro alla Scala nel Don Carlo come Grande Inquisitore sotto la direzione del maestro Claudio Abbado.
Sotto Abbado ha ricoperto il ruolo di basso in opere quali Aida, Simon Boccanegra, Machbeth, Oedipus Rex, Boris Godunov, il Barbiere di Siviglia.
Ha frequentato i maggiori teatri europei, dove si è esibito nei ruoli più rilevanti. In Russia ha cantato al teatro Bol'šoj di Mosca i ruoli di Ramfis in Aida e Fiesco in Simon Boccanegra diretto dal maestro Claudio Abbado e il ruolo di Oroveso in Norma diretto dal maestro Francesco Molinari Pradelli.
Diretto da Muti nel 1988 ha cantato nel ruolo di Gessler in Guglielmo Tell.
Nel 2002, Luigi Roni ha fondato il festival estivo di opera Il Serchio delle Muse, che si tiene nella sua terra natia, la Valle del Serchio.
L'ultima interpretazione è stata nell'aprile 2019, nel ruolo di Simone in Gianni Schicchi al Teatro Carlo Felice di Genova.
Roni è spirato a Lucca il 26 marzo 2020 a causa di complicazioni da COVID-19. Era rimasto contagiato ai funerali della moglie. 

## Repertorio
- Il barbiere di Siviglia (1973)
- Zaira (1976)
- Otello (1976)
- Aida (1977)
- Don Carlo (1978)
- I Lombardi alla prima crociata (1984)
- Don Carlos (1984)
- I due Foscari (1988)
- Guglielmo Tell (1988)
- La fanciulla del West (1991)
- Fedora (1993)
- Manon Lescaut (1998)
- Falstaff (2001)
- La traviata (2005)
- Falstaff (2006)
- La traviata (2007)
- La traviata (2012)